# ناحیه بوتلیلیس
ناحیه بوتلیلیس (به عربی: دائرة بوتلیلیس) یک ناحیه در الجزایر است که در استان وهران واقع شده‌است. ناحیه بوتلیلیس ۶۷۲٫۱۷ کیلومتر مربع مساحت و ۴۲٬۶۶۸ نفر جمعیت دارد.